# Putičanje
Putičanje (olaszul: Putizzane) falu Horvátországban Šibenik-Knin megyében.

## Fekvése
Šibenik központjától légvonalban 20, közúton 30 km-re északnyugatra, községközpontjától 10 km-re északkeletre Dalmácia középső részén fekszik. Közigazgatásilag Pirovachoz tartozik.

## Története
A település a középkorban a velimi plébániához tartozott. Szent György tiszteletére szentelt templomát 1483-ban említik. Ez a templom a településtől nyugatra állt. 1538-ban a török hódítás megzavarta a hitéletet a településen, ahol a megmaradt keresztény lakosság gondozását ezután a visovaci ferences atyák látták el. 1677-ben újraalapították a velimi plébániát, majd a török kiűzése után 1683 Boszniából újabb horvát lakosság telepedett itt le. Az 1709-es velencei összeírásban „Putizzane” alakban szerepel. 1747-ben a velimi plébánia területéből megalapították a stankovci plébániát melyhez Putičanjét és Velim egy részét is hozzácsatolták, majd 1752-ben a plébános is átköltözött Stankovcira. Az 1770 körül épített új putičanjei Kármelhegyi boldogasszony templom Stankovci filiája lett és máig is hozzá tartozik. 1797-ben a Velencei Köztársaság megszűnésével a település Habsburg Birodalom része lett. 1806-ban Napóleon csapatai foglalták el és 1813-ig francia uralom alatt állt. Napóleon bukása után ismét Habsburg uralom következett, mely az első világháború végéig tartott. A településnek 1880-ban 81, 1910-ben 118 lakosa volt. Az I. világháború után rövid ideig az Olasz Királyság, ezután a Szerb-Horvát-Szlovén Királyság, majd Jugoszlávia része lett. Lakossága 2011-ben 100 fő volt, akik a banjevci plébániához tartoztak.

## Lakosság
| Lakosság változása | Lakosság változása | Lakosság változása | Lakosság változása | Lakosság változása | Lakosság változása | Lakosság változása | Lakosság változása | Lakosság változása | Lakosság változása | Lakosság változása | Lakosság változása | Lakosság változása | Lakosság változása | Lakosság változása | Lakosság változása |
| ------------------ | ------------------ | ------------------ | ------------------ | ------------------ | ------------------ | ------------------ | ------------------ | ------------------ | ------------------ | ------------------ | ------------------ | ------------------ | ------------------ | ------------------ | ------------------ |
| 1857               | 1869               | 1880               | 1890               | 1900               | 1910               | 1921               | 1931               | 1948               | 1953               | 1961               | 1971               | 1981               | 1991               | 2001               | 2011               |
| 0                  | 0                  | 81                 | 100                | 115                | 118                | 0                  | 157                | 163                | 173                | 178                | 161                | 145                | 128                | 116                | 100                |

## Nevezetességei
Kármelhegyi boldogasszony tiszteletére szentelt temploma 1770 körül épült, első említése ugyanis ekkor történik. Egyszerű, kis méretű épület, homlokzata felett harangtoronnyal, benne két haranggal. Márvány oltárán fából faragott Mária-szobor áll. A templomot története során többször is megújították. Julijan Ramljak atya idejében a kívül-belül történt felújítás során új tetőt is kapott.